# Valentina (drag queen)
James Andrew Leyva (nascut el 14 de maig de 1991), més conegut pel nom artístic de Valentina, és un drag, actor, personatge de televisió i cantant nord-americà que va cridar l'atenció internacional com a concursant a la novena temporada de RuPaul's Drag Race i la quarta temporada de RuPaul's Drag Race All Stars .

## Primers anys de vida
Va néixer a Bell, Califòrnia de pares mexicans, i va començar a treballar com a drag queen professional uns deu mesos abans de rodar RuPaul's Drag Race, encara que ja tenien formació en moda i arts escèniques. Leyva va optar per anar per "Valentina" en drag queen després de la salsa calenta del mateix nom. Valentina és coneguda per utilitzar el seu drag com a forma de representar la cultura llatinoamericana a l'escenari i fer que l'arrossegament sigui més acceptat a la cultura llatinoamericana.

## Carrera
El 2015, Valentina va guanyar una primera versió del club del concurs "Dragula" dels Germans Boulet , un precursor del programa de televisió .
El 2 de febrer del 2017, Valentina va ser anunciada com una de les catorze concursants que competien per a la novena temporada de RuPaul's Drag Race. Va ser eliminada injustament a l'episodi nou davant Nina Bo'Nina Brown després de perdre infamement una batalla de sincronizació de llavis amb " Greedy " d'Ariana Grande ; es va mostrar reticent a treure's una màscara que cobria la boca perquè no coneixia la lletra de la cançó, un moment que es va fer viral a les xarxes socials. Va ocupar la setena posició general i la seva eliminació va provocar certa controvèrsia en línia, ja que era popular entre els fans. Més tard va ser votada com a "Miss Congeniality" pels espectadors del programa, però els seus companys de repartiment l'han batejada burlonament "Fan Favorite", a causa de la seva opinió que no era apta per a un títol agradable. Durant el final de la temporada 10, Valentina va aparèixer mitjançant un missatge de vídeo pregravat per coronar la seva successora pel títol de Miss Congeniality, Monét X Change.

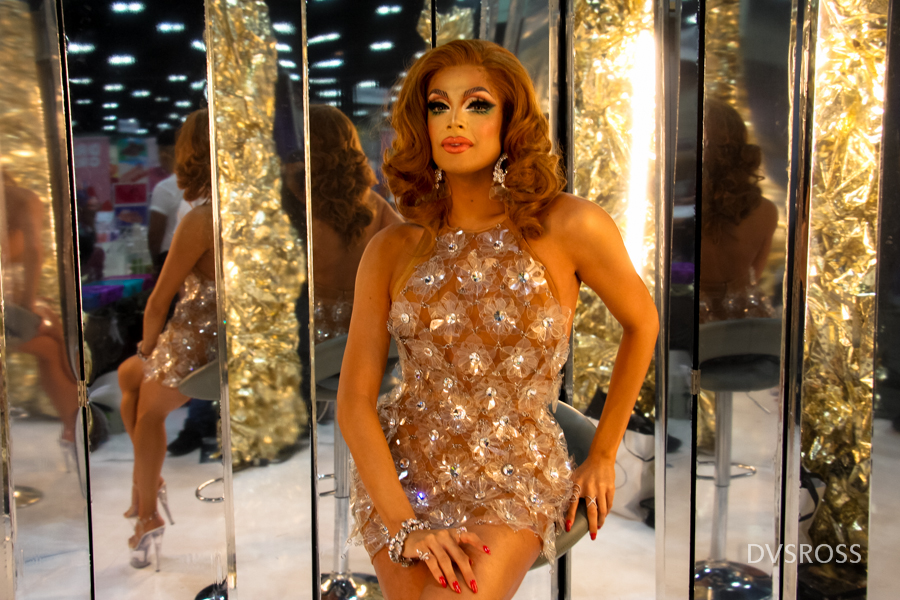
Valentina el 2018

Fora de Drag Race, Valentina va aparèixer al sisè episodi de la vint-i-quatrena temporada d' America's Next Top Model, en un repte de sessió de fotos amb els companys de Drag Race Manila Luzon i Katya. Va interpretar el personatge de Judy Reyes, Quiet Ann, en un resum de la primera temporada de Claws. El 2017, va ser l'amfitriona del seu propi programa a Internet de WoWPresents, "La Vida De Valentina", que va durar set episodis.
Valentina va aparèixer al número d'octubre de 2017 de Vogue Mexico i va filmar un tutorial de maquillatge per al canal de YouTube de Vogue. Va estar al número de juliol del 2017 d' Elle Mexico modelant dissenys de Benito Santos per a la seva campanya Red Carpet 2018. Va aparèixer al número de gener del 2018 de la revista filipina Preview. L'abril del 2019, Valentina va aparèixer a Vogue Mexico per segona vegada.
El 9 de novembre del 2018, Valentina es va anunciar com a concursant de la propera quarta temporada de RuPaul's Drag Race: All Stars, un spin-off de la sèrie regular Drag Race que compta amb concursants que tornen de temporades anteriors. Després d'haver estat tres vegades al final i només aconseguir una victòria, Valentina va ser eliminada en el setè episodi per Latrice Royale, quan no va aconseguir impressionar els jutges en un repte de disseny, fet que va fer que ella i Naomi Smalls estiguessin a punt per a l'eliminació.
El gener de 2019, Valentina va interpretar Angel Dumott Schunard a la producció televisiva de Fox del musical Rent, Rent: Live. El juny de 2019, un jurat de la revista de Nova York va situar a Valentina en el lloc 20 de la seva llista de "les drag queens més poderoses d'Amèrica", una classificació de 100 antics concursants de Drag Race. El 2021, va fer un cameo a In the Heights, durant "No Me Diga".

### Música
Valentina va llançar el seu senzill debut, "A Prueba de Todo", el desembre de 2018.

## Discografia

### Solters
| Curs | Cançó              | Àlbum |
| ---- | ------------------ | ----- |
| 2018 | "A Prueba De Todo" |       |
| 2020 | "All eyes on Me"   |       |

#### Com a artista destacat
| Curs | Títol                                                                                               | Àlbum |
| ---- | --------------------------------------------------------------------------------------------------- | ----- |
| 2018 | "Don't Funk It Up" (Lizzo amb Trinity the Tuck, Valentina, Manila Luzon, Latrice Royale i Gia Gunn) |       |
| 2021 | "Como La Primera Vez" (Zemmoa amb Valentina i America Fendi)                                        |       |
| 2022 | "Te Estoy Amando Locamente" (Roi Porto i Valentina)                                                 |       |